# هومورود
هومورود (به مجاری:  Homorúd) یک منطقهٔ مسکونی در مجارستان است که در ناحیه موهاچ واقع شده‌است.